# A2network
a2network株式会社（エイツーネットワーク）は仮想移動体通信事業者（MVNO）として、日本も世界もボーダーレスで利用できるモバイルWiFi「スカイベリー」や、1つのキャリアに依存せず途切れない通信を提供する通信冗長化ソリューション「スカイベリーpro」等のサービスを展開している。

## 概要
2006年、海外でも日本語が利用可能な、日本語コンテンツが楽しめる携帯サービスを実現し、海外に住む日本人向け携帯電話サービス「ベリーモバイル」をドイツにてスタート。現在は、ドイツ・イギリス・タイの3カ国にて展開。
2017年、海外通信の国境を無くし世界を繋ぐ「スカイベリーWiFi」サービスを日本で開始。普段使いのWiFiを海外へ持ち出し、海外でも国内と同じようにインターネットが使える、クラウドSIM搭載のボーダレスWiFiサービスを実現。
2023年には、1台の端末に3大通信キャリア回線を搭載し、1つのキャリアに依存せず通信冗長化を実現する、ワンストップインターネット接続サービス「スカイベリーpro」のサービスを開始。
同年、140 の国と地域で利用可能なeSIMサービス、「ベリーeSIM」を旅行代理店や、海外関連会社を通じて販売開始。
規模を追い求めないでユニークさを競うことで、生活インフラである通信に携わるMVNO事業者として、サービスを提供し続けている。

## 事業内容
- 仮想移動体通信事業（MVNO）
- 仮想移動体通信事業者支援事業（MVNE）
- アプリケーションサービス供給事業（ASP）

### スカイベリー WiFi
日本を含む、世界158の国と地域でインターネットが利用可能。海外での利用も、現地での設定等は一切不要で、自宅から海外までWiFi環境を自由自在に持ち出せる画期的なWiFiサービス。端末1台に1つのパスワードが付いているので、海外でも万全なセキュリティーで利用ができ、日ごとの速度制限はなく、契約のギガ数を好きな時に好きなだけ利用可能。国内向け、海外向けプランの切り替えも何度でもでき、用途に合わせて変更可能。クラウドSIM技術を採用し、使う場所によって最適なキャリアを掴み、快適な通信環境を提供している。

### スカイベリーpro
1台の端末に、ドコモ、au、ソフトバンクの3大通信キャリア回線を搭載し、1つのキャリアに依存しない冗長化ソリューションを提供する、ワンストップインターネット接続サービス。標準プランにドコモ5G無制限を提供することで、キャッシュレス決済などIoT向けとしては勿論、一般のオフィスからデジタルサイネージサービスなど大容量通信を必要とする用途向けにも幅広く利用可能。通信障害発生時、ドコモ/au/ソフトバンクのSIMを優先度に応じて切換え、通信が可能なネットワークへ接続する専用ルータを使用し、ネットワークの喪失に柔軟に対応し、可能な限り通信を維持。 1つのキャリアに縛られず、セカンダリー・ターシャリと複数キャリアでの通信を可能にすることにより、「ネットワークへの接続を維持したい」というデマンドを実現。通信障害や大規模な災害時に求められる通信インフラの安定性を提供し、また普段使いがもしもの備え”になるよう、月額はほぼ一社分の料金でご利用可能。

### ベリーモバイル
海外在住の日本人向けに、現地通信回線の提供および日本語対応または日本語で利用できる携帯電話（主にスマートフォン）の販売を行なっている。 日本人スタッフが常駐・日本語サポートを行なっており、日本と同じ感覚で携帯電話サービスを利用することが可能。 イギリス・ドイツ・タイで、携帯電話の国際ローミング料金よりも格安な料金で通話、SMSやEメールを日本語で利用できる。ベリーモバイルでは、SIMカードの販売の他にも、利用国、利用用途に合わせて様々な種類のモバイルWiFiのレンタルを行っている。

## 沿革
- 2005年11月9日 - a2network株式会社設立
- 2006年4月 - ノキア株式会社と携帯電話の供給で合意
- 2006年10月 - ドイツにおいてMVNO携帯電話サービス「ベリーモバイル」を開始
- 2007年5月 - NHKニュース配信を実施
- 2007年6月 - ベリーeメール着信通知サービス開始
- 2008年5月 - ベルギー（ブリュッセル）でベリーモバイル開始
- 2008年9月 - タイでベリーモバイル開始（翌年4月にBTSプロンポン駅付近にベリーモバイルショップをOPEN）
- 2008年121月 - ドコモ・ヨーロッパと提携、翌月ベリーモバイルをイギリス（ロンドン）で開始
- 2009年6月 - ドイツで携帯コミックサービスの試験配信を実施
- 2009年11月2日 - イギリスでiチャネルサービス開始
- 2010年2月17日 - 世界各国で展開されているベリーモバイル向けに"+J for S60"の進化系ソフトである"a2j"の提供を開始
- 2010年3月2日 - ドイツ（デュッセルドルフ）にベリーモバイルショップをOPEN
- 2010年3月3日 - 日本（東京）でベリーデータ通信サービス（"ベリーデータ グローバル"、"ベリーデータ定額 中国"）開始
- 2010年3月31日 - ベリーモバイルポイントプログラム（帰国時にドコモのケータイ購入割引に使うことができる）開始
- 2010年4月10日 - ベリーモバイルストア（Amazon.co.jp）でモバイルホットスポット「MiFi2372」を販売開始
- 2010年6月4日 - 日本（東京）で法人向けベリーデータ通信サービス（"ベリーデータ定額 日本"）開始
- 2010年7月13日 - 日本（東京）でベリーデータ通信サービス（"ベリーデータ定額 日本ミニ"）開始
- 2010年9月-　タイで海外ドコモサポートデスク" NTTドコモから委託を受けてのドコモの海外サポートデスクを開設
- 2010年11月-　シンガポールで海外ドコモサポートデスク" NTTドコモから委託を受けてのドコモの海外サポートデスクを開設
- 2011年9月1日 - タイでダブルデータ定額プランサービスを開始
- 2014年7月15日 - タイのチョンブリ県シラチャにタイ国内2店舗目のベリーモバイルシラチャ店を開業。
- 2016年7月- タイにおいて、IBMとモバイルセキュリティ分野で提携
- 2017年5月29日 - タイで海外でもタイの料金でデータ通信の利用が出来るクラウドSIM搭載WiFi「スカイベリー」サービスの提供を開始。
- 2017年10月2日 - 日本(東京)SBパートナーズとクラウドSIM搭載 定額Wi-Fiサービス「スカイベリー」の代理店契約を締結。
- 2017年9月15日 - タイでa2network Thailand がAISとモバイルセキュリティ分野で提携
- 2018年12月12日 - タイでAndroid Zero-touch enrollmentのパートナー事業者に認定。
- 2019年3月19 - タイでa2network ThailandとTrueとがクラウドSIM搭載モバイルWi-Fiの業務提携を開始。
- 2020年3月 - タイで端末下取りサービスの提供を開始、下取り端末のデータ消去部分ではITOCHU Enterprise (Thailand) Ltd.と提携
- 2021年 - 日本で大手航空会社とのマイル連携を開始
- 2022年11月 - SIMの抜き差し不要、QRコードを読み込むだけで140の国と地域で利用可能な、「ベリーeSIM」サービスを開始。
- 2023年1月 - 1台の端末に、ドコモ、au、ソフトバンクの3大通信キャリア回線を搭載しています。1つのキャリアに依存しない冗長化ソリューションを提供する、ワンストップインターネット接続サービス「スカイベリーpro」開始。
- 2023年8月 - 事業拡大の為、目黒へ移転